# Иваньково (Ясногорский район)
Ива́ньково — село в Ясногорском районе Тульской области России.
В рамках административно-территориального устройства является центром Иваньковской сельской территории Ясногорского района, в рамках организации местного самоуправления является центром Иваньковского сельского поселения.

## География
Расположено в 65 км к северо-востоку от Тулы и в 34 км к северо-востоку от райцентра — города Ясногорска.

## Население
| 1939 | 1959 | 2002  | 2010 |
| ---- | ---- | ----- | ---- |
| 810  | ↘641 | ↗1175 | ↘954 |

Население — 954 чел. (2010).